# RTS Info
RTS Info е обществен информационен телевизионен канал в Швейцария на френски език, собственост на RTS (Radio Télévision Suisse). Започва излъчване на 26 декември 2006 г. под името TSR info. На 29 февруари 2012 г. променя името си на RTS Info. Седалищата на телевизията са разположени в Женева и Лозана.

## Логотипи
- Лого на TSR Info от 26 декември 2006 до 29 февруари 2012 г.
- Лого на RTS Info от 29 февруари 2012 до 26 август 2019 г.
- Лого на RTS Info от 26 август 2019 г. 21 август 2023 г.
- Лого на RTS Info от 21 август 2023 г.